# Loutráki
Loutráki (grec moderne : Λουτράκι) est une station balnéaire et thermale grecque du golfe de Corinthe. En 2011, sa population permanente s'élevait à 11 564 habitants.

## Étymologie
Le nom de Loutráki vient du grec λουτρό / loutró, qui signifie « bain »
, et du suffixe "aki" qui signifie "petit".

## Géographie
Loutráki est située à 80 km à l'ouest d'Athènes et à 8 km au nord-est de Corinthe. Jusqu'en 2011, elle faisait partie du dème de Loutráki-Perachóra, qui a fusionné au sein de Loutráki-Ágii Theódori.
La ville est bordée par le golfe de Corinthe à l'ouest et dominée par les monts Geraneia au nord et à l'est. Au sud-ouest, une petite vallée mène à l'isthme de Corinthe.

## Histoire
Des sources chaudes étaient déjà exploitées sur le site de Loutráki à l'époque antique. Redécouvertes au milieu du XIXe siècle, elles sont à l'origine du développement de la ville moderne.
En 1928, Loutráki est complètement détruite par un tremblement de terre et reconstruite. Les débris des maisons servent à l'aménagement d'un parc gagné sur la mer. La ville subit un autre séisme en 1981, mais ses effets sont moins destructeurs.

## Lieux et monuments
- Casino de Loutráki
- Deux sources thermales d'intérêt thérapeutique sont certifiées et reconnue par le ministère grec (publication au journal officiel)[2].